# Jeszmás József
Jeszmás József, Jesmás (Bécs, 1897. február 8. – Pestszenterzsébet, 1934. május 14.) válogatott labdarúgó, csatár, lakatossegéd. Az 1923–24-es bajnoki idény gólkirálya volt 15 góllal.

## Családja
Jesmas Karolina törvénytelen gyermekeként született. 1919. január 20-án Budapesten, a Terézvárosban feleségül vette Somogyi Katalint, akitől 1932-ben elvált. 1933. április 9-én Budapesten házasságot kötött a nála 11 évvel fiatalabb Schien Erzsébettel.

## Pályafutása

### Klubcsapatban
Dunakeszin kezdte a labdarúgást az első világháború előtt. Az 1919–20-as idényben egy évet Kispesten játszott, majd az Újpesti MTE labdarúgója volt. 1921 és 1923 között a csehszlovák DFC Praha játékosa volt. Innen szerződött az Újpesti TE csapatához, ahol az 1923–24-es idényben bajnoki bronzérmes lett a csapattal és a gólkirály címet is megszerezte 15 góllal.  1925–26-ban az olasz Cremonese együttesében játszott. 1926-ban visszatért Újpestre, 1927-ben Kispestre. 1928-ban már Vasas játékosként, egy térdműtét után súlyos fertőzést kapott és vissza kellett vonulnia a labdarúgástól. Ezután Csepelen vállalt futballtréneri állást.

### A válogatottban
1923 és 1927 között 4 alkalommal szerepelt a válogatottban és egy gólt szerzett.

## Halála
1934. május 14-én Pestszenterzsébeten Gedényi István rendőrfőtörzsőrmester a Horthy Miklós úton egy duhajkodó négytagú társaságot intett csendre, amely a késő éjszakai járókelőket sorra inzultálta. Az egyik kötekedő munkást, Jeszmás Józsefet elő akarta állítani a rendőrőrszobára, mivel nem tudta igazolni személyazonosságát. Jeszmás, aki bokszbajnok is, a rendőrre támadt, aki önvédelemből kardot rántott, erre a társaság egyik tagja leütötte. Amikor Gedényi rendőrfőtörzsőrmester magához tért, támadója után szaladt, Jeszmás pedig újból a rendőrnek támadt, akire hatalmas ütést mért. A rendőr kábultságában revolveréhez kapott, támadója azonban a kezébe rúgott. Ekkor a revolver eldördült, és Jeszmás véresen bukott a földre. Haslövést kapott, s sérülése oly súlyos volt, hogy mire a mentők a helyszínre érkeztek, elvérzett. A pesterzsébeti temetőben nyugszik.

## Sikerei, díjai
- Magyar bajnokság
  - 2.: 1919–20, 1926–27
  - 3.: 1923–24
  - gólkirály: 1923–24 (15 gól)
- Magyar kupa
  - döntős: 1927

## Statisztika

### Mérkőzései a válogatottban
| Magyarország | Magyarország         | Magyarország                    | Magyarország  | Magyarország | Magyarország | Magyarország | Magyarország | Magyarország |
| #            | Dátum                | Helyszín                        | Hazai         | Eredmény     | Vendég       | Kiírás       | Gólok        | Esemény      |
| ------------ | -------------------- | ------------------------------- | ------------- | ------------ | ------------ | ------------ | ------------ | ------------ |
| 1.           | 1923. szeptember 23. | Budapest, Hungária körúti pálya | Magyarország  | 2 – 0        | Ausztria     | barátságos   | -            |              |
| 2.           | 1925. május 21.      | Budapest, Hungária körúti pálya | Magyarország  | 1 – 3        | Belgium      | barátságos   | -            |              |
| 3.           | 1926. szeptember 19. | Bécs, Hohe Warte                | Ausztria      | 2 – 3        | Magyarország | barátságos   | 1            | 38' 62'      |
| 4.           | 1927. április 24.    | Prága, Sparta-pálya             | Csehszlovákia | 4 – 1        | Magyarország | barátságos   | -            | 46'          |
|              | Összesen             |                                 |               | 4            | mérkőzés     |              | 1            | gól          |